# Valle de San Luis
Valle de San Luis är en dal i Kuba.   Den ligger i provinsen Provincia de Sancti Spíritus, i den centrala delen av landet, 300 km sydost om huvudstaden Havanna.